# Долішня Липниця
Долішня Ли́пниця (болг. Долна Липница) — село у Великотирновській області Болгарії. Входить до складу общини Павликени.

## Населення
За даними перепису населення 2011 року у селі проживали 726 осіб.
Національний склад населення села:
| Національність   | Кількість осіб | Відсоток |
| ---------------- | -------------- | -------- |
| болгари          | 693            | 96,4%    |
| цигани           | 21             | 2,9%     |
| інша             | 4              | 0,6%     |
| Всього відповіли | 719            |          |

Розподіл населення за віком у 2011 році:
Динаміка населення: